# Мост через Вах
Мост через Вах — мост через реку Вах у Излучинска (Ханты-Мансийский автономный округ — Югра) на автодороге Нижневартовск — Стрежевой (Томская область).

## История строительства
О создании моста задумывались ещё с момента основания Стрежевого, но на официальный план это попало лишь в 1970-х годах. В 2007 году было выделено финансирование и начались подготовительные работы, старт полноценной стройки был дан в 2009 году. Однако спустя непродолжительное время строительство заморозилось из-за недостатка финансов, но уже в 2012 году оно возобновилось. Мост был введён в эксплуатацию в 2014 году — спустя 48 лет с момента основания Стрежевого. До этого автомобили переправлялись через реку специальными судами — баржами.